# Mijndepot Waterschei

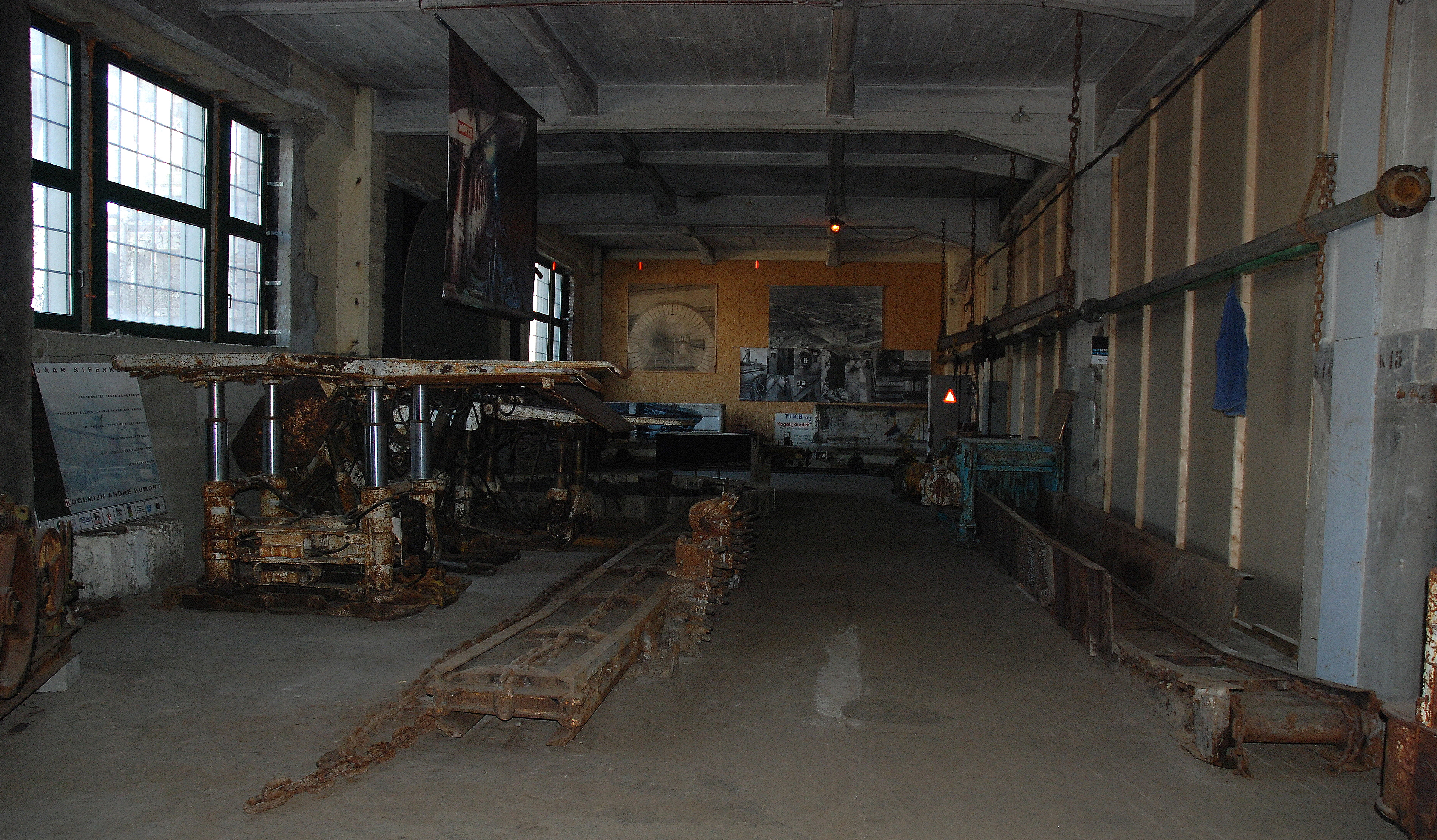
Het mijndepot Waterschei

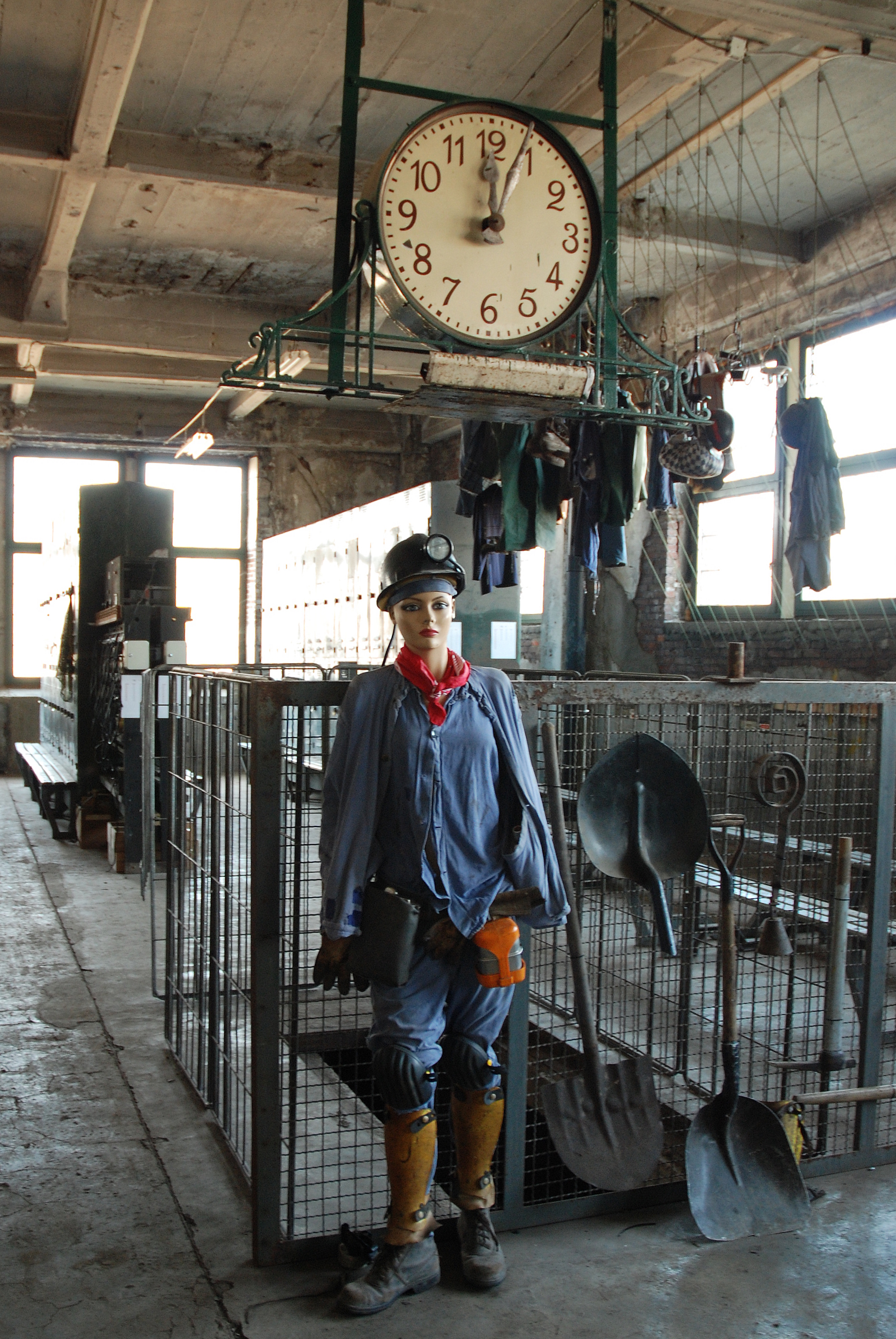

Het Mijndepot Waterschei, gelegen in het stadsdeel Waterschei van de Belgische stad Genk, toont een collectie van machines en werktuigen die in de steenkoolmijn van Waterschei werden gebruikt en voorwerpen uit de ondergrond.
Bezoekers krijgen een beeld van het werk van de kompels via een film mijn werk. Tientallen foto's in deze expositie schetsen de geschiedenis van de mijn vanaf haar ontstaan tot haar sluiting in 1987.
Het depot is ondergebracht in het voormalig magazijn van de mijn, een deel van het hoofdgebouw.